# Jim Jarmusch
James Robert Jarmusch [ˈdʒɑːɹmʊʃ] (ur. 22 stycznia 1953 w Cuyahoga Falls) – amerykański reżyser, scenarzysta, aktor i muzyk.

## Życiorys
Urodził się w Cuyahoga Falls jako syn Ruth Elizabeth (z domu French) i Roberta Thomasa Jarmuscha. Jako młody człowiek marzył o karierze pisarskiej, jednak w czasie podróży do Paryża w 1971 zafascynował się kinem nowofalowym. Rzucił literaturę i podjął studia na wydziale filmowym uniwersytetu nowojorskiego. W 1980 zrealizował swój pierwszy film, nietypowy dramat psychologiczny Nieustające wakacje, nagrodzony na festiwalu w Mannheim. Kolejne filmy zagwarantowały mu stałą pozycję w gronie najciekawszych reżyserów niezależnych. 
Poza filmami realizuje również muzyczne teledyski m.in. Toma Waitsa, Neila Younga i Talking Heads. W jego filmach często występują znani muzycy, np. Joe Strummer, Tom Waits, John Lurie, Iggy Pop, członkowie zespołów The White Stripes czy Wu-Tang Clan.

## Kariera muzyczna
We wczesnych latach 80. Jarmusch był keyboardzistą i jednym z dwóch wokalistów no wave zespołu The Del-Byzanteens, aktywnego w Nowym Jorku. Jedyny album grupy, Lies to Live By, został wydany w 1982.
W 2011 roku Jarmusch nagrał dla amerykańskiej wytwórni Important Records wspólny album z holenderskim lutniarzem Jozefem van Wissemem – Concerning the Entrance into Eternity. Akompaniuje na nim Van Wissemowi na gitarze elektrycznej, a w jednym utworze również recytuje krótki tekst autorstwa Św. Jana od Krzyża. W 2012 roku ukazał się drugi album Van Wissema i Jarmuscha, The Mystery of Heaven. W jego nagraniu brała także udział Tilda Swinton.

## Wybrana filmografia
- 1980 – Nieustające wakacje (Permanent Vacation)
- 1984 – Inaczej niż w raju (Stranger Than Paradise)
- 1986 – Poza prawem (Down by Law)
- 1989 – Mystery Train
- 1991 – Noc na ziemi (Night on Earth)
- 1995 – Truposz (Dead Man)
- 1997 – Rok konia (Year of the Horse)
- 1999 – Ghost Dog: Droga samuraja (Ghost Dog: The Way of the Samurai)
- 2002 – cykl Kawa i papierosy (Coffee and Cigarettes), w roku 2003 filmy zostały zebrane w jedną całość.
- 2002 – Dziesięć minut później – Trąbka (10 Minutes Older: The Trumpet) – epizod Int. Trailer Night
- 2005 – Broken Flowers
- 2009 – The Limits of Control
- 2013 – Tylko kochankowie przeżyją (Only Lovers Left Alive)
- 2016 – Paterson
- 2016 – Gimme Danger
- 2019 – Truposze nie umierają

## Dyskografia
Albumy studyjne
- 2012: Concerning the Entrance into Eternity (wyd. Important Records; z Jozefem van Wissemem)
- 2012: The Mystery of Heaven (wyd. Sacred Bones Records; z Jozefem van Wissemem)
- 2019: An Attempt to Draw Aside the Veil (wyd. Sacred Bones Records; z Jozefem van Wissemem)
- 2019: Ranaldo Jarmusch Urselli Pandi (wyd. Trost; muzycy towarzyszący: Lee Ranaldo, Marc Urselli, Balazs Pandi)

Ścieżki dźwiękowe
- 2013: Only Lovers Left Alive (wyd. ATP Recordings; jako Sqürl z Jozefem van Wissemem)[6]
- 2020: Some Music for Robby Müller (wyd. Sacred Bones Records; jako Sqürl)[6]

Minialbumy
- 2010: EP #1 (wyd. ATP Recordings; jako Sqürl)[6]
- 2013: EP #2 (wyd. ATP Recordings; jako Sqürl)[6]
- 2014: EP #3 (wyd. ATP Recordings; jako Sqürl)[6]

Albumy „na żywo”
- 2016: Sqürl Live at Third Man Records (wyd. Third Man Records; jako Sqürl)[7]

Gościnnie
- 2011: Jozef van Wissem – „Concerning the Beautiful Human Form After Death” z The Joy That Never Ends (2011)
- 2012: Fucked Up – „Year of the Tiger”

Remiksy
- 2005: The White Stripes – „Blue Orchid” (wyd. First Nations Remix)